# Oxira borneochracea
Oxira borneochracea là một loài bướm đêm trong họ Noctuidae.